# Халогеноводородна киселина
Халогеноводородната киселина е воден разтвор на водородните съединения на халогенните елементи. Има химична формула HX, където X е един от следните пет халогена: флуор, хлор, бром, йод, и астатий.
Реактив за откриване на солната киселина и нейните соли е разтворът на сребърен нитрат AgNO3. Този реактив се използва за откриване на бромоводородна, йодоводородна киселина и техните соли.